# Lybaeba
Lybaeba – rodzaj chrząszczy z rodziny ryjkowcowatych i podrodziny Molytinae.
Rodzaj ten opisany został w 1873 roku przez F.P. Pascoe. W starszej literaturze występuje pod nazwą Diethusa, jednak jest ona młodszym homonimem dla nazwy rodzaju motyla, opisanego w 1859 przez F. Walkera, w związku z czym pierwszeństwo ma nazwa Lybaeba. Tradycyjnie rodzaj Lybaeba zaliczany był do plemienia Storeini, jednak prace z XXI wieku wskazują, że należy do Molytinae. C.H.C. Lyal w 2014 zaliczył go wraz z Arthriticosoma, Chalcodermus, Cycloporopterus, Hybophorus, Melanterius, Moechius, Neolybaeba i Teutheria do nieformalnej grupy rodzajów w obrębie Molytinae incertae sedis. Grupa ta może być blisko spokrewniona z Cleogonini i w tym właśnie plemieniu umieszcza ją Atlas of Living Australia.
Chrząszcze te są podobne do przedstawicieli rodzaju Melanterius, jednak gęściej od nich owłosione. Ponadto różnią się także obecnością rowków na udach (mogą być one trudno widoczne wskutek wspominanego owłosienia) oraz krótszym drugim segmentem odwłoka. Zamieszkują Australię.
Należy tu 76 opisanych gatunków:
- Lybaeba acutidens Lea, 1899
- Lybaeba aestuans (Pascoe, 1873)
- Lybaeba affluens (Pascoe, 1874)
- Lybaeba albomaculata (Lea, 1928)
- Lybaeba alternata (Lea, 1928)
- Lybaeba amplicornis Lea, 1909
- Lybaeba amplipennis (Lea, 1899)
- Lybaeba apicalis (Lea, 1913)
- Lybaeba apicispina (Lea, 1928)
- Lybaeba aulica (Lea, 1928)
- Lybaeba basipennis (Lea, 1928)
- Lybaeba bimaculiceps (Lea, 1928)
- Lybaeba blackburni Lea, 1909
- Lybaeba cinnamomea (Pascoe, 1872)
- Lybaeba cognata (Lea, 1928)
- Lybaeba concinna Lea, 1899
- Lybaeba congrua (Lea, 1899)
- Lybaeba consanguinea Lea, 1899
- Lybaeba falcata (Lea, 1928)
- Lybaeba famelica Lea, 1899
- Lybaeba ferruginea (Lea, 1928)
- Lybaeba fervida (Pascoe, 1873)
- Lybaeba filirostris (Lea, 1928)
- Lybaeba florida (Pascoe, 1875)
- Lybaeba fugitiva (Pascoe, 1875)
- Lybaeba funerea (Lea, 1913)
- Lybaeba graniventris (Lea, 1928)
- Lybaeba heterodoxa (Lea, 1928)
- Lybaeba hybrida (Lea, 1913)
- Lybaeba hypoleuca (Lea, 1928)
- Lybaeba hypolissa (Lea, 1928)
- Lybaeba impolita (Lea, 1899)
- Lybaeba inaequalis Lea, 1899
- Lybaeba incisipes (Lea, 1931)
- Lybaeba inconstans (Lea, 1928)
- Lybaeba inermis (Lea, 1913)
- Lybaeba insignita (Elston, 1919)
- Lybaeba insuavis (Lea, 1928)
- Lybaeba majorina Lea, 1899
- Lybaeba metasternalis (Lea, 1915)
- Lybaeba minuscula (Lea, 1928)
- Lybaeba mollis Lea, 1899
- Lybaeba nigriclava (Lea, 1931)
- Lybaeba nigrirostris (Lea, 1928)
- Lybaeba nigrosuturalis (Lea, 1928)
- Lybaeba nigrovaria Lea, 1899
- Lybaeba niveodispersa (Lea, 1915)
- Lybaeba nodipennis (Lea, 1913)
- Lybaeba orthodoxa (Lea, 1928)
- Lybaeba pallida (Lea, 1928)
- Lybaeba pallidicollis (Lea, 1913)
- Lybaeba parvicollis Lea, 1899
- Lybaeba picta Lea, 1899
- Lybaeba pictipennis (Lea, 1931)
- Lybaeba porphyrea (Pascoe, 1873)
- Lybaeba potens (Lea, 1928)
- Lybaeba pretiosa Lea, 1911
- Lybaeba remota (Blackburn, 1893)
- Lybaeba repanda Pascoe, 1873
- Lybaeba setirostris (Lea, 1928)
- Lybaeba setosa (Oke, 1931)
- Lybaeba silacea (Lea, 1913)
- Lybaeba squamivaria Lea, 1909
- Lybaeba subaurifera (Lea, 1928)
- Lybaeba subfasciata (Pascoe, 1873)
- Lybaeba subglobosa (Lea, 1928)
- Lybaeba subsulfurea (Lea, 1928)
- Lybaeba sulfurea (Lea, 1913)
- Lybaeba suturalis (Lea, 1913)
- Lybaeba tantilla Lea, 1899
- Lybaeba tenuirostris (Lea, 1915)
- Lybaeba tricolor Lea, 1911
- Lybaeba trifasciata Lea, 1911
- Lybaeba truncatidens (Lea, 1931)
- Lybaeba tuberculata (Lea, 1915)
- Lybaeba venusta (Oke, 1931)